# دوشان إيفكوفيتش (لاعب كرة قدم)
دوشان إيفكوفيتش هو لاعب كرة قدم صربي في مركز الهجوم، ولد في 24 نوفمبر 1990 في Inđija ‏ في صربيا. لعب مع تيموك زاييتشار.

## وصلات خارجية
- دوشان إيفكوفيتش (لاعب كرة قدم) على موقع قاعدة بيانات كرة القدم.إي يو (الإنجليزية)
- دوشان إيفكوفيتش (لاعب كرة قدم) على موقع Soccerway.com (الإنجليزية)